# チュ・ヒョニョン
チュ・ヒョニョン（朝鮮語: 주현영、1996年1月14日 - ）は大韓民国の女優である。本名はキム・ヒョニョン（김현영）。

## 来歴
2018年ウェブドラマ「ゴベンジャーズ」で天使の役でデビュー。2019年7月、ウェブドラマ「イルチンに目を付けられた時」のアンユナ役で名前を知られる様になった。その後、短編映画「僕が恋しかった？」で主演女優として釜山映画祭に参加。2020年4月に公開された「イルチンに目を付けられた時」シーズン2でも主演グループの一人として活躍。 その後2021年の「SNLコリアリブート」のシーズン1から参加し、名前を広く知られるようになった。「インターン記者　チュ記者が行く」のコーナーでは実際の政治家(ユン・ソンヨル、イ・ジェミョン、イ・ジュンソク、ウ・サンホ、ナ・ギョンウォン、チュ・ミエ、キム・ウネ、パク・ヨンソン、アン・チョルス、ウォン・ヒリョン)にインタビューを行い、コメディーめかした質問で話題になっていた。同年10月から所属社がAIMCとなり、活動を続けている。SNLコリアでお笑い系の短編コントに多数出演。
2022年、テレビドラマ『ウ・ヨンウ弁護士は天才肌』に、主人公ヨンウの親友トン・グラミ役で出演。

## 出演

### 映画
- 僕が恋しかった？（2020年）

### ドラマ
- ゴベンジャーズ（2018年、ウェブドラマ）
- 不良に目を付けられた時（2019年、ウェブドラマ） - アン・ユナ役
- 不良に惚れた時（2021年、ウェブドラマ） - アン・ユナ役[3]
- ウ・ヨンウ弁護士は天才肌（2022年、ENA） - トン・グラミ役[4]
- 復学生：成績はAですが、愛はFです（2022年、Conpang Play） [5]
- エージェントなお仕事（2022年、tvN） - ソ・ヒョンジュ役[6]
- 烈女パク氏契約結婚伝（2023年、MBC） - サウォル役[7]

### バラエティ
- SNL KOREA（2021年、COUPANG TV）[8]

### ラジオ
- パク・ハソンのシネタウン（2022年、SBSパワーFM）[9]

## 雑誌
- 「Singles」2022年5月号[10]
- 「＠Star1」2022年9月号[11]
- 「ELLE」2022年9月号[12]

## 賞とノミネート

### 受賞
- 2022年「第1回青龍シリーズアワード バラエティ新人賞」（『SNL KOREA』）[13]